# Asesinato de Marie Wilks
Marie Wilks (1965 o 1966 - 18 de junio de 1988) fue una mujer inglesa de 22 años embarazada de siete meses que, en circunstancias de alto perfil, fue secuestrada en el arcén de la autopista M50 y asesinada el 18 de junio de 1988. Su cuerpo fue encontrado dos días después arrojado cinco km carretera arriba, luego de que un testigo describiera haber visto un automóvil Renault 25 gris plateado estacionado allí. En 1989, Eddie Browning, que ese día conducía un Renault 25 gris plateado, fue declarado culpable de asesinato en el juicio por decisión unánime del jurado. Browning, un hombre violento con condenas previas por agresión y recién liberado de prisión por robo con agravantes, salió de su casa ese día después de una violenta pelea con su esposa embarazada de siete meses, declarando que conducía a Escocia, un ruta que lo habría llevado naturalmente a lo largo de la M50. Docenas de testigos informaron haber visto a un hombre rubio en un Renault 25 gris plateado con matrícula C estacionado donde se encontró a Wilks y luego alejándose de manera errática, y tanto las descripciones del automóvil como del hombre coincidían con Browning y su vehículo. Varios de los amigos y asociados de Browning llamaron para informar que Browning coincidía con el retrato robot del sospechoso, y que era el único conductor de un Renault 25 gris plateado con matrícula C en todo el país que no podía ser eliminado como sospechoso, lo que indica que solo él podía ser el responsable. Un experto en neumáticos también testificó en el juicio que una marca de derrape en el lugar donde se encontró el cuerpo coincidía con una rueda del automóvil de Browning.
Habiendo fracasado en una apelación inicial en la que se quejó de que el juez de primera instancia había impedido que el jurado lo condenara por homicidio involuntario y no por asesinato (es decir, que él mató a Wilks pero que no tenía la intención de hacerlo), Browning fue puesto en libertad en 1994 de forma controvertida, por un tecnicismo. Un oficial de policía que se había sentido culpable por haber pasado por delante de la escena a pesar de que aparentemente vio al asesino girar y estacionarse junto a Wilks se sometió a hipnosis para tratar de recordar más de la placa de matrícula del automóvil, pero el video de esto no había sido revelado a la fiscalía o defensa. Se determinó que esta 'irregularidad' afectó la condena ya que había dado una matrícula diferente a la de Browning, a pesar de que todavía mantenía que era un vehículo con matrícula C. La fiscalía sostuvo que el video no se había divulgado porque las afirmaciones del hombre no eran confiables y sin querer inventó la evidencia en un esfuerzo por ser útil, destacando cómo se disculpó de inmediato y le dijo a la policía que lo ignorara. Se argumentó que aún quedaba suficiente evidencia y avistamientos de testigos incluso sin la evidencia del oficial para condenar a Browning, pero los jueces dictaminaron que no podían estar seguros de que el jurado habría condenado a Browning de todos modos si también hubieran visto el video y ordenaron su liberación, aunque no lo declaró inocente.
Browning recibió una compensación, aunque en ese momento todas las personas liberadas en apelación recibieron automáticamente una compensación sin importar si existían pruebas para demostrar su inocencia o no. En los años posteriores a su liberación, Browning fue condenado dos veces por portar un cuchillo en público (el mismo que se cree que se usó en el asesinato), y también por conducir ebrio e intentar evadir el arresto, mientras que también fue arrestado en otras dos ocasiones por presuntamente atacar a su esposa con una motosierra y por causar un accidente automovilístico. En 2000, uno de los amigos y colegas que llamó a la policía diciendo que coincidía con la descripción del sospechoso en el caso de Wilks testificó bajo juramento en un juicio que Browning había admitido haber asesinado a la mujer el día antes de ser arrestado. Las nuevas investigaciones posteriores del caso no lograron identificar a ningún otro sospechoso aparte de Browning, que murió en 2018 a los 63 años; La policía dijo que no hubo circunstancias sospechosas.

## Hechos

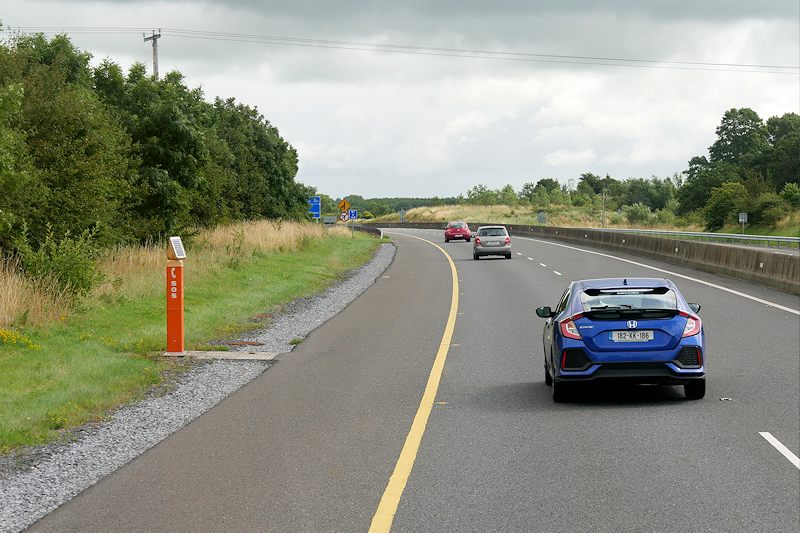
Un teléfono de emergencia moderno junto a una autopista de dos carriles, similar al teléfono de emergencia de la autopista M50 del que desapareció Wilks.

La tarde del 18 de junio de 1988 Marie Wilks de 22 años y embarazada de siete meses se dirigía a su casa en Worcester después de visitar a su esposo de 27 en un campamento del Ejército Territorial donde trabajaba como instructor de cadetes. Después de que su automóvil se averiara, dejó a su hermana de 11 años y su hijo mayor de 13 meses en el vehículo y caminó para ir a pedir ayuda en un teléfono de emergencia, donde pidió que telefonearan a su padre para que viniera a recogerles. Eran las 7:30 p. m. de la tarde según el operador que atendió la llamada. Entonces fue atacada y su cuerpo sería encontrado más tarde al costado de la autopista M50.

## Búsqueda y descubrimiento

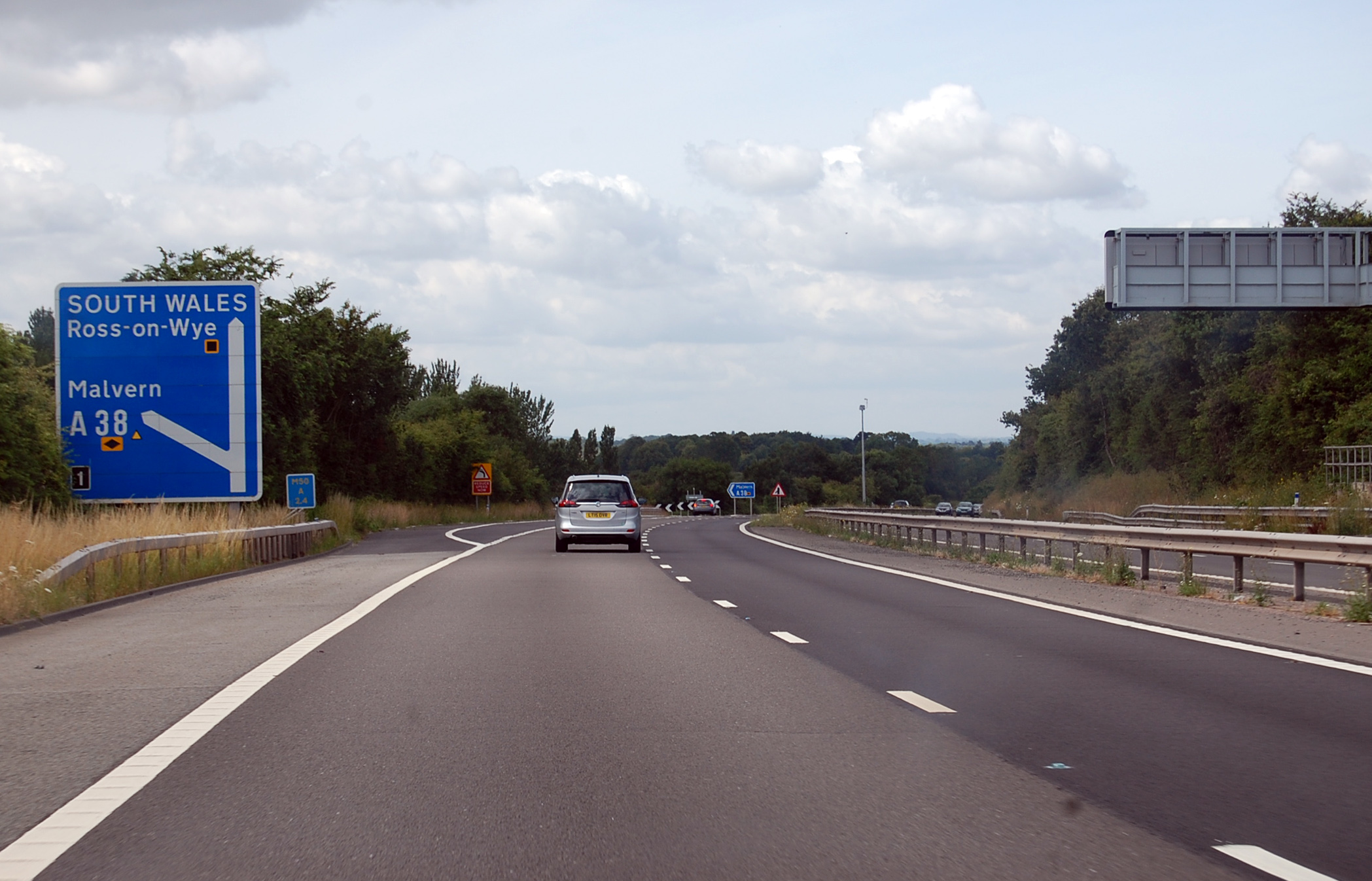
Wilks fue encontrada muerta junto a la calzada en dirección este a la derecha de esta imagen (esta imagen está tomada desde la calzada en dirección oeste que se acerca al cruce 1). Varios testigos informaron haber visto un Renault 25 estacionado dentro de la barrera de seguridad al borde de la carretera, y cuando la policía fue al lugar encontraron el cuerpo de Wilks.

A las 8:10 p. m., un helicóptero de la policía se había apresurado a buscar con cámaras de imágenes térmicas, sin embargo, no tuvo éxito debido al clima cálido de junio. A las 8:20 p. m., los perros rastreadores comenzaron a ayudar en la gran búsqueda policial. Unas horas después, ya en la madrugada del día siguiente, se descubrió algo de sangre alrededor del área del teléfono de emergencia. Un testigo se adelantó para informar que vio un Renault 25 plateado estacionado en dirección contraria tres millas más adelante en la carretera en el arcén detrás de la barrera de seguridad, y cuando este testigo llevó a la policía al lugar el 20 de junio, el cuerpo de Wilks fue descubierto en el fondo del terraplén, cerca del área de Bushley en Hereford y Worcester. Wilks había sufrido una puñalada en el costado del cuello, cortando su arteria carótida y luego golpeada en un lado de la cabeza. Más tarde se reveló que Wilks había tratado de usar su entrenamiento de la Cruz Roja para detener la sangre de su arteria perforada con la mano, lo que había ayudado con éxito a reducir su pérdida de sangre y podría haberla salvado, pero el asesino la golpeó tres o cuatro veces en la cara y le rompió la mandíbula, dejándola inconsciente, por lo que murió desangrada. El ataque, el asesinato y el vertido del cuerpo de Wilks solo habrían tomado unos 10 minutos en total.
Se encontró más evidencia en el sitio de que un automóvil había dado marcha atrás detrás de la barrera de seguridad.

## Investigación y arresto
La policía de West Mercia instaló áreas de entrevista en estaciones de servicio cercanas y también detuvo a los automovilistas en busca de testigos. El 24 de junio, se publicó la impresión de un artista de un posible sospechoso, con más descripciones de testigos de un hombre rubio visto en la escena del crimen. Fue descrito como "de apariencia joven, de unos 20 años", cabello rubio cortado a cepillo, con posibles reflejos amarillos o naranjas. Tenía la piel pálida y una nariz larga y afilada. Este hombre había sido visto conduciendo su automóvil gris plateado hacia el arcén junto al automóvil de Wilks, y un hombre con una descripción similar había sido visto por testigos acercándose a Wilks en el teléfono de emergencia. Varios testigos corroboraron el avistamiento. 
Los expertos intentaron examinar una máquina de cinta automática en el sitio de la cabina telefónica, creyendo que pudo haber grabado el ataque. El 25 de junio, se filmó una reconstrucción en la M50, con la policía Taryn Green vestida con un vestido premamá rosa y blanco similar al que llevaba Marie. El 28 de junio, después de una ronda de reconocimiento, Edward Owen Browning fue acusado del secuestro y asesinato de Marie Wilks.

## Evidencia contra Eddie Browning

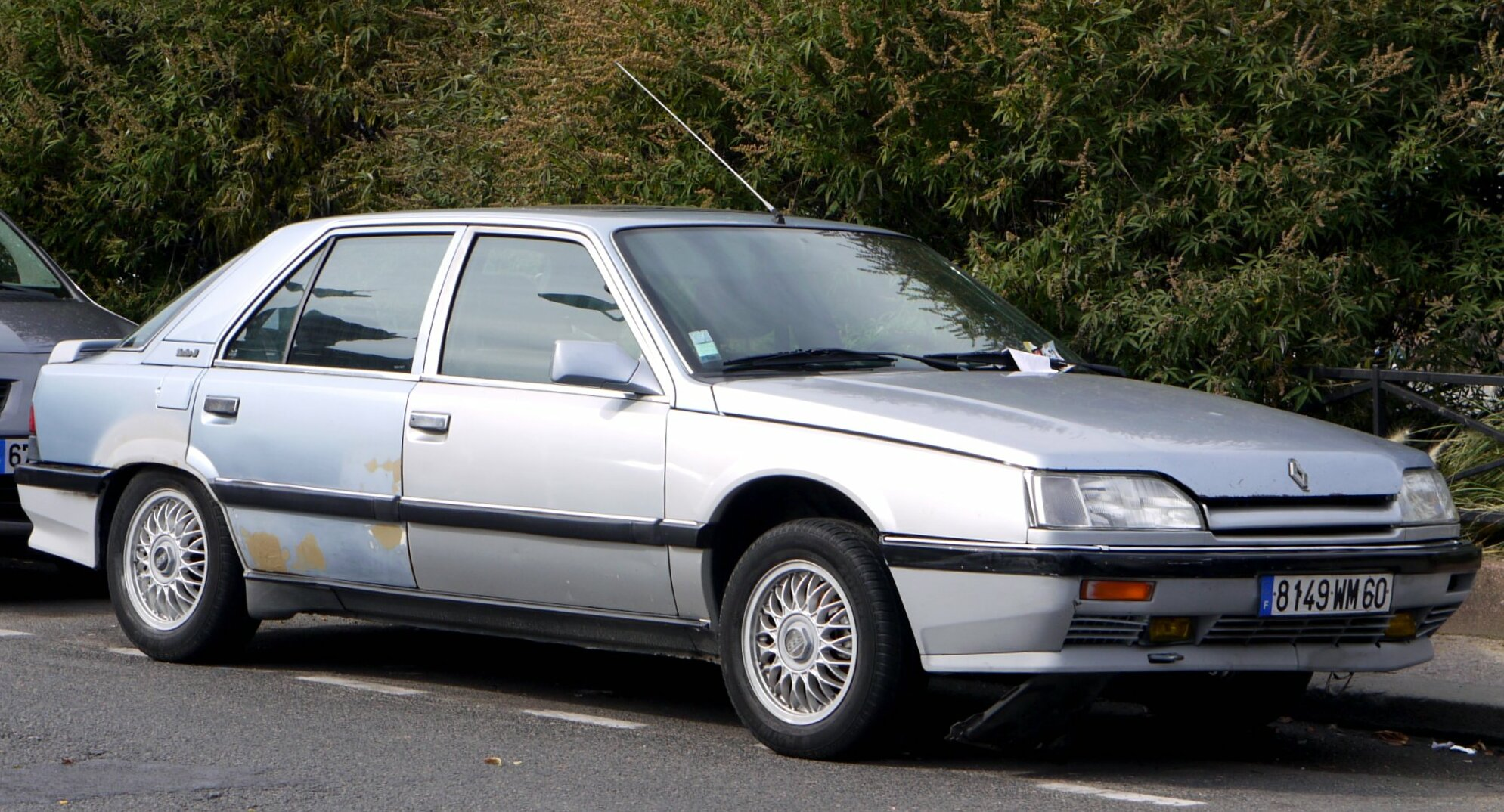
Varios testigos vieron un Renault 25 gris plateado tanto en la escena del crimen como estacionado donde se encontró el cuerpo. Browning conducía un Renault 25 gris plateado ese día.

"Eddie" Browning era un exmiembro de la Guardia Galesa que había sido rechazado por el SAS y que trabajaba como portero en un club social del sur de Gales. Vivía en Cwmparc, en el área del valle de Rhondda en el sur de Gales, y se decía que vivía de su reputación de "hombre duro" como portero. Estaba casado y esperaba un bebé con su esposa, Julie, aunque también la estaba engañando en ese momento. Este era su segundo matrimonio, y su primer matrimonio se rompió notablemente debido a la violencia de Browning. Tenía reputación de violencia sin sentido y al azar y tenía antecedentes penales, incluidas dos condenas por agresión. Había salido de prisión en 1986, después de haber cumplido una sentencia de siete años por robo con agravantes. En ese momento, la policía encontró un revólver que usó para amenazar a las víctimas enterrado en su jardín. También había perseguido una vez a dos policías con una espada samurái. Estaba considerablemente estresado en el momento del asesinato porque recientemente había desarrollado diabetes, lo que le complicó la vida.
La policía se había interesado en Browning después de varias llamadas que lo identificaron a partir del retrato robot, que tenía un parecido notable con él. Una de las 14 llamadas que identificaron a Browning provino del propio amigo cercano de Browning y colega portero del club nocturno Kenneth Latten, quien dijo que coincidía con la descripción y también informó que se puso nervioso e inestable tan pronto como el retrato apareció en la televisión mientras estaban en el club juntos. El día del asesinato, salió de su casa para conducir a Escocia después de una pelea violenta con su esposa, quien, al igual que Wilks, estaba embarazada de siete meses en ese momento. La disputa había comenzado después de que Browning insistió en que su esposa le preparara el desayuno, lo que ella no quería hacer porque acababa de regresar del trabajo. Durante algunas horas salió a varios clubes y pubs y bebió una cantidad considerable, y los testigos relataron que estaba de mal humor y temerario. Browning luego regresó a casa, solo para volver a salir pronto después de que su esposa se enojó porque él la ignoró y se produjo una violenta discusión reprochándole ser un mujeriego; de hecho, la estaba engañando con una amante en ese momento. Su primera esposa contaría más tarde a la prensa que Browning era un hombre violento e infiel que la engañaba constantemente, incluso el día antes de su boda, y que también la golpeaba cuando se quejaba, incluso cuando estaba embarazada. Más tarde se descubrió que la segunda esposa de Browning también engañaba a su esposo en el momento del asesinato; no se sabe si Browning sabía de esto, pero el hombre con quien la esposa estaba teniendo una aventura le dijo a la prensa que Browning "nos mataría si se enterara" ya que él era "un maníaco y con gusto mataría a cualquier hombre que fuera con su mujer". Se dijo que Browning había agredido en múltiples ocasiones a hombres locales que pensaba que habían tenido aventuras con su esposa.
Browning declaró que se iba a ir a la casa de un amigo en Escocia después de la segunda discusión, sin que su esposa supiera cuánto tiempo estaría fuera. Después del asesinato, se reveló, Browning había telefoneado a su amante para contarle sobre la pelea violenta con su esposa y le dijo: "Bev, tenía que irme porque si me hubiera quedado, la habría matado". Más tarde se argumentó que esto mostraba que tenía "un asesinato en mente". Cuando la esposa de Browning se enteró de que había sido arrestado por el asesinato, según los informes, se derrumbó. La policía recibió tres llamadas "vitales" de un hombre anónimo en Escocia; no se sabía si esta evidencia estaba relacionada con el amigo en Escocia a quien Browning condujo el día del asesinato.
Se creía que Browning había visto a Wilks al costado de la autopista en su viaje y, todavía lleno de rabia, se había detenido para atacarla. Cuando vio que ella estaba muy embarazada, puede haberle recordado la tempestuosa relación que tenía con su propia esposa en avanzado estado y reavivó su ira que la llevó a apuñalarla. La cantidad que había bebido probablemente también habría empeorado su estado mental.
Los testigos habían visto un automóvil Renault 25 plateado estacionado en el lugar donde luego se encontró el cuerpo tirado, y docenas de testigos se habían presentado para informar haber visto este Renault gris plateado con registro C conduciendo de manera errática en el tramo de la autopista cerca del lugar del crimen, con el conductor de cabello rubio acelerando a velocidades de hasta 120 millas por hora. Browning conducía un Renault 25 gris plateado con matrícula C ese día. Un oficial de policía fuera de servicio había visto a Browning estacionar su automóvil gris plateado junto a Wilks mientras ella estaba hablando en el teléfono de emergencia, pero asumió que se estaba ofreciendo a ayudarla y siguió adelante. Varios testigos corroboraron este relato, informando que habían visto al Renault plateado dar una vuelta en U a través de la reserva central antes de estacionarse junto a Wilks. Una mujer informó haber visto al hombre salir y tocar a Wilks. Todos estos testigos informaron que el hombre que había estacionado cerca de Wilks y salió a hablar con ella era rubio. Otro oficial también vio el automóvil de Browning estacionado junto al terraplén donde arrojaron a Wilks, pero no sabía en esa etapa temprana que estaba relacionado con el asesinato de Wilks. Fundamentalmente, un automovilista también había identificado las dos primeras letras de la placa de matrícula del automóvil, que coincidía con la placa de matrícula de Browning. La policía pudo eliminar a todos los otros 479 conductores de autos Renault plateados/grises en el país con las mismas dos primeras letras en sus placas de matrícula, lo que significa que Browning fue incriminado aún más por un proceso de eliminación e indica que solo él podría haber sido el responsable. El único conductor de un vehículo de este tipo en todo el país cuyos movimientos no pudieron ser contabilizados el día del asesinato fue Browning. La policía dijo más tarde que, incluso si su nombre no se hubiera dado a la policía por chivatazos, finalmente habrían entrevistado a Browning de todos modos debido a estas descripciones del tipo de automóvil Renault que conducía Browning y la placa de matrícula, siendo su automóvil uno de los 480 en el país que coincidía con las descripciones. 
Se sabía que Browning poseía una navaja mariposa que coincidía con la utilizada en el asesinato y que llevaba siempre consigo. Varias personas lo habían visto practicando abrirla. Era un entusiasta de las artes marciales y se jactaba de su velocidad con un cuchillo.

## Juicio

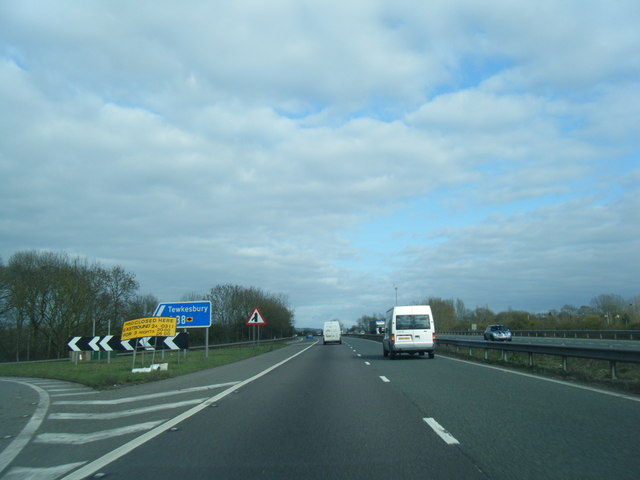
El cuerpo de Wilks fue arrojado al lado de la carretera unos cientos de metros carretera arriba desde este lugar, cerca de la salida 1 de la M50.

El juicio de Eddie Browning tuvo lugar en el Tribunal de la Corona de Shrewsbury, comenzando el 3 de octubre de 1989 y finalizando el 10 de noviembre de 1989. La evidencia fue presentada por el Sr. Anthony Palmer, QC de la acusación. Un momento notable en el juicio fue cuando Browning admitió abiertamente que, en sus deberes como portero, podía golpear a alguien lo suficientemente fuerte como para romperle la mandíbula. Wilks había sido encontrada con la mandíbula rota cuando la descubrieron asesinada. Algunos años antes, Browning le había roto la mandíbula a un oficial de policía en una comisaría de policía del sur de Gales, pero un tribunal lo absolvió después de alegar defensa propia. Al jurado no se le comunicó esta información, ni sabían sobre las condenas previas de Browning por asalto o robo con agravantes, ya que las leyes en ese momento impedían que las condenas penales previas se revelaran en el tribunal. Con la asistencia de su esposa y de su amante en la corte, Browning admitió que podía ser "insensible" con las mujeres, pero negó que lo fuera. En el momento del juicio, la esposa embarazada de Browning había dado a luz a una niña a la que conoció en prisión, lo que le encantó. Los dos psicólogos designados por el tribunal para inspeccionar a Browning coincidieron en que podría haber habido una perturbación grave en el pasado de Browning que lo había dejado con su personalidad inestable. Sin embargo, ambos llegaron a la conclusión de que había matado por ira.
El Sr. John Griffiths Williams QC, en representación de la defensa, argumentó que Browning no había estado en la M50 el 18 de junio de 1989. El propio Browning dijo que había cruzado el puente del Severn en su viaje a Escocia y que no había viajado por la M50 ese día. Sin embargo, Palmer, de la fiscalía, señaló que las cámaras de seguridad en el puente sobre el Severn no detectaron el automóvil de Browning ese día, lo que indica que la historia de Browning era una mentira. El propio padre de Browning también testificó en contra de su hijo en la acusación y dijo que Eddie lo había llamado para preguntarle cuál era la mejor ruta a Escocia desde el sur de Gales ese día, y le dijo que fuera por la M50, antes de que Browning se fuera rápidamente y comenzara su viaje. Se descubrió que Browning tenía una ruta escrita que incluía la M50, y el juez de primera instancia le pidió al jurado que considerara por qué Browning había afirmado dudosamente que no había usado la M50, cuando fue acusado de un asesinato en la M50. La acusación señaló que Browning afirmó que se había deshecho de su navaja mariposa tres semanas antes del asesinato, pero testigos informaron que se la mostró dos días antes del asesinato, lo que indica que estaba mintiendo y que todavía la tenía en el momento del asesinato.
La defensa QC Williams dijo que Browning solo había "actuado impulsivamente", dijo que no había nada que sugiriera ningún motivo sexual. La defensa argumentó que Browning solo se parecía superficialmente a la impresión del artista, especialmente en lo que respecta al corte de cabello y la edad. Sin embargo, el experto en llantas reveló en el juicio que la marca de derrape hecha cerca del lugar donde se encontró el cuerpo de Wilks fue hecha por el auto Renault 25 de Browning, y dijo que estaba seguro de que provenía de la rueda delantera del lado cercano. La rueda delantera del lado izquierdo del automóvil de Browning tenía una falla de frenado que coincidía con la marca peculiar que había dejado una de las marcas de derrape, y también estaba muy desgastada y sin banda de rodadura como la marca. El amigo de Browning también testificó que había una gruesa mancha de sangre en el automóvil cuando llegó a Escocia, y Browning dijo que debió provenir de "un animal que había golpeado en el viaje" antes de limpiarla. El amigo, sin embargo, vio que la sangre era espesa y no como la sangre animal diluida. Browning luego le pidió al amigo un balde de agua y un trapo para limpiarlo antes de preguntarle si podía quedarse con el trapo, testificó el amigo. El compañero de casa del amigo también corroboró esta historia, y ambos dijeron que Browning había llegado con una camisa de rayas azul y blanca, dos de los siete testigos describieron una prenda igual. El amigo de Browning también dijo que vestía vaqueros azules. Este era exactamente el tipo de ropa que los testigos habían descrito que vestía el sospechoso en la escena del asesinato, como se muestra en la impresión del artista.
El propio hermano de Browning también testificó que Browning dijo que había hablado de quemar su auto Renault 25 por un reclamo al seguro. De hecho, los expertos forenses habían encontrado una mancha de sangre humana en el automóvil de Browning, pero era una muestra demasiado pequeña para decir el grupo sanguíneo (la ciencia forense en ese momento solo podía decir de qué grupo sanguíneo era una mancha de sangre, no de quién era la sangre). Se creía que Browning había utilizado su conocimiento de sus experiencias criminales anteriores para ocultar más pruebas.
El jurado no creyó la versión de los hechos de Eddie Browning y lo encontraron unánimemente culpable de asesinato después de cinco horas y media de deliberación. Fue condenado a cadena perpetua por un mínimo de 25 años. En sus comentarios sobre la sentencia, el juez de primera instancia dijo que Browning se había mostrado "vanidoso y arrogante" en el banquillo y dijo que estaba "de todo corazón" de acuerdo con el veredicto del jurado.
Hubo vítores y aplausos del público cuando se anunció el veredicto de culpabilidad, y el esposo de Wilks, sollozando, se apresuró a agradecer a Anthony Palmer, de la acusación. Después del juicio, afirmó: "Nunca tuve dudas de que Browning mató a Marie". El padre de Wilks también se derrumbó después del veredicto y exclamó "brillante". Browning no mostró ninguna reacción cuando fue declarado culpable, mirando al frente. 
Después del juicio, el amigo al que Browning había viajado para ver el día del asesinato dijo que creía que Browning efectivamente había matado a Wilks y dijo: "Mi sensación es que Eddie acababa de estallar. En su mente estaba matando a su propia esposa embarazada. Tiene suerte de estar viva". La primera esposa de Browning también comentó: "No me sorprende que Eddie pueda matar a una mujer embarazada. A veces pensaba que me mataría. A Eddie no le importaba a quién golpeaba, policías, mujeres, cualquiera. Si se enfurecía, no podías detenerlo". Ella agregó: "Me golpeó y luego lo negó. Eddie era el tipo de hombre que mentiría sobre todo. No es de extrañar que insistiera en que era inocente en el juicio: no sabe cuál es la verdad". 

## Elogio de la investigación
El juez elogió la acusación y su preparación, y elogió al Detective Superintendente en Jefe David Cole, quien dirigió la investigación. Dijo que los detectives que trabajaron en el caso merecían "los más altos elogios".
El detective principal del caso, David Cole, era un detective muy respetado que hasta ese momento solo había fallado en resolver uno de los 88 asesinatos que investigó. Fue celebrado en particular por llevar a Geoffrey Prime ante la justicia.

## Apelaciones
Browning perdió una apelación contra su condena en 1991. Se había quejado de la naturaleza de las pruebas en su contra, pero el Tribunal de Apelación declaró que las pruebas habían sido admitidas correctamente ya que el jurado se había dirigido correctamente a ellas. También se había quejado de que el juez había impedido que el jurado llegara a un veredicto de homicidio involuntario en su contra (es decir, que efectivamente la había matado pero accidentalmente), pero esto fue rechazado. Dijo que la evidencia sobre su apariencia similar al retrato robot era defectuosa, pero el juez de primera instancia señaló que el caso de la fiscalía era solo que los avistamientos de testigos no eran inconsistentes con la apariencia de Browning y nunca afirmó que fueran idénticos. Cuando los jueces rechazaron la apelación y ordenaron que se retirara a Browning, Browning gritó: "No he hecho nada de lo que avergonzarme". La familia de Wilks expresó su alivio por la decisión de rechazar la apelación de Browning.
El nuevo QC de Eddie Browning, Michael Mansfield, lanzó un nuevo llamamiento en 1994. Presentó nuevas pruebas al tribunal, que la policía de West Mercia había retenido pruebas y declaraciones de testigos. En particular, el testimonio bajo hipnosis del inspector de policía fuera de servicio Peter Clarke. Había visto un coche gris/plateado deteniéndose en el arcén de la escena del crimen. Durante su estado hipnótico, el inspector Clarke dio el número de matrícula del coche como C856HFK; El registro del automóvil de Browning era C754VAD. Hubo otras diferencias en la marca del automóvil y el tipo de tapacubos. Otro testigo se "animó", según el Sr. Mansfield, a decir que había visto un automóvil C reg cuando en realidad no podía estar seguro. Sin embargo, si bien el video de la hipnosis no se reveló a la defensa, tampoco se reveló a la fiscalía. Además, Clarke insistió en que el número de registro que mencionó durante la hipnosis no era seguro y le dijo a la policía en ese momento que "no deberían dedicarle demasiado tiempo". La policía insistió en que Clarke había inventado la evidencia sin querer "en un esfuerzo por ser útil". Clarke había sido criticado por haber seguido conduciendo a pesar de haber visto a un hombre, presumiblemente el asesino, que dio la vuelta y se detuvo mientras la víctima estaba en el teléfono de emergencia, y Clarke dijo en particular que "tengo que vivir con eso en mi conciencia, que una joven y su hijo perdieron la vida porque cometí un error fatal de juicio". Después de grabar el video en un intento de compensar este error y el hecho de que no había podido recordar el número de matrícula que no era el que comenzaba con una C, Clarke se disculpó fuertemente y deseó que se descartaran los detalles de la sesión de hipnosis, diciendo solo podía estar seguro de los detalles en su declaración original. Insistió en que lo único que podía recordar con certeza era que la matrícula del automóvil comenzaba con una C, al igual que la de Browning.
Al defender la condena en la apelación, la acusación dijo que el video no había sido entregado a ninguno de los abogados porque se consideró poco confiable, que era una parte marginal de la investigación y porque el video de la hipnosis "falso" en cualquier caso había hecho sin la autorización del detective principal. Los detectives que dirigieron la investigación ya habían sido absueltos de mala conducta por no revelar la cinta de video. La Corona argumentó que, aunque el video debería haber sido divulgado, no habría tenido ningún valor de todos modos, ya que Clarke estaba en un estado "hiper-sugerente" y el hipnotizador claramente estaba persuadiendo al hombre demasiado ansioso por ayudar en el video. El tribunal también escuchó que incluso sin la evidencia de Clarke, quedaba suficiente evidencia para condenarlo y que era una "condena completamente segura". Docenas de otros testigos también informaron haber visto a un hombre rubio que se parecía a Browning conduciendo este mismo automóvil, y uno pudo identificar las dos primeras letras de la placa de matrícula como "C7", que coincidía con la placa de matrícula de Browning de C754VAD. El automóvil de Browning seguía siendo el único automóvil Renault 25 registrado C7 de casi 500 en el país que pudo haber estado en las inmediaciones del asesinato ese día. Clarke también había insistido en que el automóvil era un vehículo registrado con C como la primera letra en la placa de la matrícula, lo que corroboró en parte el avistamiento del otro testigo de la placa de matrícula que comenzaba con C7. El hipnotizador en el video intentó sin éxito hipnotizar a la infame asesina Myra Hindley para que recordara dónde había enterrado a una de sus víctimas.
Lord Jefe de Justicia Taylor opinó que si la evidencia de la hipnosis se hubiera incluido en el juicio original, no podía estar seguro de que el veredicto hubiera sido el mismo. Por lo tanto, la apelación fue concedida por un estrecho margen y, en mayo de 1994, Browning fue puesto en libertad, aunque no fue declarado inocente. Los jueces tampoco encontraron que hubiera mala fe en relación con ningún oficial de la Policía de West Mercia. La policía de West Mercia dijo que estaba "sorprendida y decepcionada" por la decisión del Tribunal de Apelaciones y agregó que no había nuevas líneas de investigación que indicaran que alguien que no fuera Browning hubiera cometido el crimen. El viudo de Marie Wilks dijo que estaba "totalmente destrozado" por la decisión y dijo que era "el segundo peor día de mi vida". 
Browning le dijo a la familia Wilks que regresara a la policía de West Mercia, aunque también dijo que "a lo largo de los años he perdido toda simpatía por la familia Wilks". También reconoció que no había logrado demostrar que era un hombre inocente. Posteriormente, recibió 600.000 libras esterlinas en daños, lo que, según el viudo de Wilks, Adrian, lo dejó "conmocionado y angustiado". En ese momento, todas las personas que habían solicitado una compensación después de ser absueltas en apelación recibían automáticamente una compensación incluso si, como en el caso de Browning, no había pruebas que probaran su inocencia, y esta ley solo se modificó en 2006 cuando se dictaminó que la compensación solo podría concederse "si y sólo si el hecho nuevo o recientemente descubierto demuestra más allá de toda duda razonable que la persona no cometió el delito". Alrededor de este tiempo, hubo quejas en la prensa de que personas como Browning habían recibido una compensación, pero las personas que aparentemente tenían más probabilidades de ser inocentes de los delitos por los que habían sido condenados, como Angela Cannings, aún no habían recibido ninguna. El parlamentario de Worcester, Mike Foster, dijo que no podía comentar sobre la absolución del Sr. Browning, que no sabía si había sido absuelto correctamente o no, pero dijo que simpatizaba con la familia de la Sra. Wilks. El superintendente jefe de detectives David Coles, jefe del CID, dijo más tarde: "Todo lo que diría es que estaba completamente satisfecho con la investigación".
Después de ser liberado, Browning se mudó de regreso a Cwmparc en Gales, pero los lugareños le dieron una recepción poco cálida ya que muchos seguían convencidos de que era culpable, y uno comentó a la prensa: "Hay mucha gente que no se regocijará". Tenía una larga reputación en el pueblo, incluso antes del asesinato, por ser rápido con los puños. Debido a la fuerza de los sentimientos en el pueblo, solo una pequeña recepción de celebración fue organizada por amigos íntimos cuando Browning regresó a casa. Poco después de ser liberado, Browning se mudó a Ceredigion. Solo siete meses después de su liberación, la esposa de Browning, Julie, solicitó el divorcio debido al "infierno viviente" de vivir con él. Browning también gastó rápidamente todo el dinero de su compensación en artículos de lujo y noches de copas, y dijo que su liberación "no me ha hecho más feliz". Más tarde se casó por tercera vez con Merediel Tomson.

## Secuelas
Las nuevas investigaciones policiales del asesinato de Wilks no han descubierto a ningún otro sospechoso además de Browning y la policía sigue creyendo que Browning fue el responsable. En 1995, solo un año después de su liberación, Browning fue arrestado en un bar por posesión de un cuchillo en público. Otras trece personas en el pub fueron arrestadas simultáneamente por delitos de drogas y se les incautaron sustancias como heroína y cocaína. Browning se negó a aceptar que se encontraran drogas. El cuchillo era un cuchillo mariposa, como el que se usó en el asesinato de Wilks, y fue condenado en el tribunal por poseerlo y multado con 150 libras esterlinas. Posteriormente, Browning intentó acercarse a los periódicos nacionales para tratar de vender su historia. 
En 1996, Browning volvió a ser noticia después de que la policía solicitara al público que ayudara a localizarlo para poder arrestarlo por presuntamente amenazar a su exesposa. La mujer había llamado al 999 desde su casa y, según los informes, los operadores de emergencia escucharon el sonido distintivo de él intentando atacarla con una motosierra de fondo.
En 2000, Kenny Latten, el amigo de Browning y colega portero que había sido uno de los que habían informado que Browning coincidía con el retrato robot en la investigación inicial, atacó a Browning en su casa en Rhondda. En su juicio posterior por el ataque, Latten testificó, bajo juramento, que Browning había admitido haber matado a Wilks el día antes de que lo arrestaran originalmente y se lo dijo a Browning durante su pelea. Latten también dijo que luego le contó a la esposa de Browning su confesión. A pesar de esta nueva evidencia, Browning no pudo ser juzgado nuevamente por el asesinato debido a las leyes de doble enjuiciamiento vigentes en ese momento. Un jurado tardó menos de una hora en absolver a Latten de haber herido a Browning. 
En 2002, Browning fue arrestado nuevamente y acusado de no detenerse después de un accidente automovilístico. También fue acusado de no informar el accidente. 
En 2005, a Browning se le prohibió conducir durante 28 meses después de que lo sorprendieran conduciendo tres veces por encima del límite legal de alcohol. Inicialmente afirmó que solo había consumido alcohol debido a que "su bebida estaba enriquecida". Su Land Rover marrón había sido visto conduciendo erráticamente de un lado a otro de la carretera, y cuando la policía intentó detenerlo, se negó a detenerse. Solo lo detuvieron cuando otro oficial de policía usó su automóvil para bloquear un cruce y evitar que siguiera adelante. Cuando finalmente lo detuvieron, se descubrió que llevaba una navaja en el bolsillo. Le dijeron en el tribunal que tuvo suerte de evitar la prisión por el delito.
En 2008, el patólogo original de la investigación dijo que los avances en la ciencia forense podrían ayudar a resolver el asesinato de Wilks. David Cole, el detective principal del caso original que siempre creyó que Browning era el responsable, dijo sobre las posibles oportunidades forenses: "Me interesaría mucho que West Mercia volviera a abrir el caso y sometiera ciertas pruebas a un nuevo examen. "
En 2016, el inspector jefe de detectives, Steve Tonks, y su equipo reabrieron el caso para ver si se podía generar alguna evidencia forense nueva para resolver el asesinato. No se encontró tal evidencia y permanece, oficialmente, sin resolver.
En 2018, mientras la policía realizaba una nueva investigación del asesinato, Browning murió con solo 63 años. Fue encontrado muerto en su casa en Lampeter, Gales. La policía dijo que fue una muerte súbita y que no hubo circunstancias sospechosas.
El asesinato de Marie Wilks produjo indignación por la muerte de una joven madre; miedo en mujeres automovilistas solitarias; vergüenza y frustración para la fuerza policial de West Mercia, cuyas tácticas y procedimientos resultaron ser deficientes; y destacó los delitos contra las mujeres embarazadas.

## Cuestiones planteadas por el asesinato

### Seguridad
El destino de Marie Wilks aún se discutía en relación con la seguridad de los conductores años después. Otros incidentes similares, que involucraron ataques graves a mujeres conductoras solitarias cuyos vehículos se habían averiado, y los temores continuos de las mujeres fueron revelados en encuestas que mostraron que ocho de cada diez mujeres sentían "cierto grado" de ansiedad al conducir solas. En 1988, la única opción de seguridad abierta a los automovilistas era el teléfono de emergencia. Se dieron consejos contradictorios a las mujeres afectadas. Estas mujeres, al ser entrevistadas, describieron haber sido abandonadas por la policía o incluso haber sido multadas por ayudar a otras mujeres desamparadas. En 2021, la policía aún recomendaba el uso del teléfono de emergencia y también recomendaba subir a su automóvil si otra persona se le acerca y se siente en peligro. No parece haber ningún pensamiento nuevo sobre el tema de la seguridad de las mujeres automovilistas solas.

### Violencia contra la mujer embarazada
Una parte de la evidencia circunstancial contra Eddie Browning fue el hecho de su pelea con su esposa embarazada. Hay alguna literatura que evidencia la vulnerabilidad de las mujeres embarazadas al ataque. Las mujeres embarazadas son agredidas y asesinadas por diversos motivos, con el afán de controlar como preponderante. Hay pocos estudios académicos en el Reino Unido y ninguno sobre el asesinato de una futura madre por parte de un extraño. El excepcional asesinato de Marie Wilks conmocionó al público británico, no solo por su brutalidad sino por su singularidad. EEUU tiene un delito de asesinato del niño por nacer, con la “Ley de Víctimas de Violencia por Nacer”, de 2004. El Reino Unido no tiene tales leyes. Un niño por nacer no es una persona jurídica en el Reino Unido, aunque existe una ley de "destrucción de niños", que ha sido difícil de probar en la mayoría de los casos. El asesinato de Marie Wilks también provocó la muerte de su hijo nonato.

### Teoría del espectador
Uno de los aspectos más impactantes del crimen fue que se vio a Georgina Gough, de 11 años, caminando por el arcén, con su sobrino bebé en brazos, buscando a su hermana debido a su tardanza, y que ningún automovilista se detuvo para ayudarla. Latane y Darley descubrieron que a veces la apatía detiene la intervención. La gente tiende a usar excusas, en este caso, estar en un automóvil en marcha en una autopista. Hay "fuertes factores situacionales" en juego que impiden que una persona actúe en una situación crítica. El término "efecto espectador"  se refiere a la teoría de que cuantos más testigos haya, menos ayudarán en una crisis. Aplicando esto al asesinato de la M50, es posible teorizar que esas personas en los autos imaginaron que "alguien más" haría algo, la hipótesis de la "difusión de responsabilidad".

### Retención de pruebas por parte de la policía.
El inspector detective Peter Clarke estaba fuera de servicio y conducía por la M50 el 18 de junio de 1988, cuando vio a un hombre en el arcén y un automóvil. En la corte, describió lo que había visto; un coche gris/plata y un hombre rubio. Sin embargo, la policía de West Mercia no le había dicho al tribunal que el inspector Clarke había aceptado someterse a hipnotismo para recordar mejor detalles específicos. Sin embargo, durante la hipnosis, el inspector Clarke dio el número de registro del automóvil como C856HFK. El registro del automóvil de Eddie Browning era C754VAD. La policía también se reservó otras pruebas de otros testigos. La apelación exitosa de Browning en 1994 se basó en este abuso de proceso, la no divulgación de evidencia y esto condujo, junto con otros casos similares, a la Ley de Investigación y Procedimiento Penal de 1996. antes de esta Ley, los abogados defensores tenía acceso a todo el "material no utilizado". En realidad, el oficial superior de investigación decidió lo que se compartió. La condena de Browning anulada en apelación fue uno de una serie de casos en los que se confirmó una apelación debido a que no se revelaron pruebas posiblemente pertinentes. El Ministro del Interior, en 1996, quitó la decisión de divulgación a la policía y se la entregó a la Fiscalía de la Corona . El CPS entonces aplicaría la prueba "el material no utilizado ayuda a la defensa o socava la acusación". Lord Chief Justice Taylor decidió que si la nueva evidencia se hubiera incluido en el juicio original, era imposible determinar si el veredicto habría sido culpable.

### Uso de la hipnosis en investigaciones criminales
En 1977, el uso de la hipnosis para recuperar evidencia "oculta" de un testigo de un crimen fue tratado con cierto interés y los estudios concluyeron que "puede ser una herramienta potencial para obtener información". El hecho de que Browning se hubiera entusiasmado con la evidencia de la hipnosis a pesar de que el testigo aparentemente solo había inventado la evidencia para que fuera útil aparentemente había resaltado las trampas de la hipnosis como evidencia y su precisión, y en 1995 el Tribunal de Apelaciones que previamente había liberado a Browning declaró que "la hipnosis ... normalmente no debe considerarse en relación con los testigos que podrían ser llamados para dar evidencia material". En 2018, The Crown Prosecution Service concluyó que el uso de la hipnosis puede estar sujeto a "señales" o plantación de sugerencias. Un sujeto de hipnosis solo debe utilizarse como testigo en "circunstancias excepcionales".

## Cultura popular
Belinda Bauer escribió una novela basada libremente en el asesinato de Marie Wilks, llamada "Snap". La novela fue incluida entre las nominadas al premio Man Booker 2018.